# Andrea Galassi (calciatore)
Andrea Galassi (Savignano sul Rubicone, 22 febbraio 1964) è un dirigente sportivo ed ex calciatore italiano, di ruolo centrocampista.

## Carriera
Crebbe nel Cesena senza mai giocare in prima squadra. In seguito partecipò a due campionati di Serie C1 con le maglie di Rondinella Impruneta e Rimini, voluto dall'allenatore Arrigo Sacchi.
Nel 1985 approdò alla Serie B, acquistato dalla Sambenedettese. Dopo una stagione nella formazione marchigiana, passò al Parma di Arrigo Sacchi, con il quale sfiorò la promozione in Serie A, per poi ritornare a San Benedetto del Tronto nella stagione successiva. Nelle Marche contribuì alla salvezza della formazione rossoblu, ma nel 1988 fu nuovamente ceduto, questa volta al Piacenza. Gli emiliani si classificarono all'ultimo posto nella Serie B 1988-1989 e Galassi, nell'ottobre 1989, passò alla Reggiana.
Con la formazione granata disputò due campionati di Serie B come riserva, e in seguito giocò in Serie C1 nel Carpi e poi in Serie C2 con Forlì e Imola, dove chiuse la carriera a 32 anni a causa di problemi cardiaci.
Ha totalizzato 169 presenze in Serie B, segnando 6 reti.

## Dopo il ritiro
Chiusa la carriera di giocatore, è rimasto nel mondo del calcio. Intraprende la carriera di direttore sportivo, con il Forlì (tra il 1998 e il 2000) e l'Aglianese, nel campionato di Serie D 2000-2001.Nella stagione 2002-2003 è stato direttore sportivo dell'Imolese, e in seguito è stato osservatore per conto di Verona, Palermo e Torino, nello staff di Rino Foschi. Dal 2009 ricopre il ruolo di direttore del settore giovanile del Cesena.Nel 2014 è responsabile  dell'area tecnica del San Marino.Nel luglio 2015 viene nominato direttore sportivo del nuovo Parma, ripartito dalla Serie D dopo il fallimento. Il 22 novembre 2016, a seguito dei risultati negativi nel campionato di Lega Pro, viene sollevato dall'incarico. Nel 2018 è nuovamente al Forlì , dal 2019 e e fino al 2022 è nuovamente  consulente di mercato del San Marino , dal 2023 è prima direttore sportivo e poi  generale della Fermana.